# Redshirt (Sport)
Als Redshirt (englisch Rothemd) wird im US-amerikanischen Hochschulsport ein Spieler bezeichnet, der ein Jahr lang nicht am aktiven Spielbetrieb teilnimmt, um sich ein Jahr der auf vier Saisons begrenzten Spielberechtigung aufzusparen. Redshirts dürfen mit der Mannschaft trainieren, jedoch an keinem Spiel oder Wettbewerb teilnehmen. Das fünfte Jahr wird meist genutzt, um einen zweiten Bachelorabschluss zu machen oder vom grundständigen Studium zum postgradualen Studium zu wechseln. Redshirting im ersten Jahr hat den Vorteil, dass sich die Studenten an ihre neue Umgebung gewöhnen, mit dem Playbook vertrauter werden und an ihrer körperlichen Verfassung arbeiten können. Seit 2018 darf ein Football-Spieler ohne Einschränkungen an bis zu vier Spielen in einer Saison teilnehmen, ohne dabei sein Redshirt aufzugeben.

## Medical Redshirt
Verletzt sich ein Spieler während der Saison und hat bereits am Spielbetrieb teilgenommen, so kann er dennoch ein Redshirtjahr angerechnet bekommen. Man spricht dabei von einem Medical Redshirt (englisch medizinisches Redshirt). Die Kriterien dafür, ein derartiges Jahr angerechnet zu bekommen, sind von Sportart zu Sportart unterschiedlich. Im College Football darf ein Spieler etwa nicht mehr als vier Spiele oder 30 % der Saisonspiele, was immer größer ist, bestritten haben. Hat ein Spieler zuvor bereits ein Redshirtjahr eingelegt, so kann er dadurch zu einem sechsten Jahr der Spielberechtigung gelangen. Diese Fälle sind allerdings schwerer zu gewinnen, da das erste Redshirtjahr aufgrund von Umständen außerhalb der persönlichen Kontrolle eingelegt werden musste.

## Greenshirts, Greyshirts und Blueshirts
| Typ        | Stipendium? | Spielteilnahme? | Trainingsteilnahme? |
| ---------- | ----------- | --------------- | ------------------- |
| Redshirt   | Ja          | Nein            | Ja                  |
| Greenshirt | Ja          | Ja              | Ja                  |
| Greyshirt  | Nein        | Nein            | Nein                |
| Blueshirt  | Ja          | Nein            | Ja                  |

Greyshirts sind Studenten, die das erste Semester als Teilzeitstudent verbringen und damit den Beginn der Spielberechtigung verzögern. Bei Herbstsportarten wie American Football wird damit der Beginn ins Frühjahr verlegt, was quasi einem Redshirt gleichkommt, jedoch kein Jahr der Spielberechtigung aberkannt wird. Greenshirts ähneln Greyshirts, statt jedoch ein Semester später zu beginnen, beginnen sie ein Semester früher. Es ist ihnen damit erlaubt am Frühjahrstraining teilzunehmen, und sich damit früher an die neue Umgebung gewöhnen können. Blueshirts sind nicht rekrutierte Athleten, die auf Stipendien gesetzt werden, sobald sie auf dem Campus angekommen sind, aber sie zählen gegen das Stipendienlimit des Folgejahres, solange sie als unrekruierter Athlet im Blueshirt-Jahr nicht spielen. Damit wird die Überrekrutierung umgangen.